# Solon (bil)

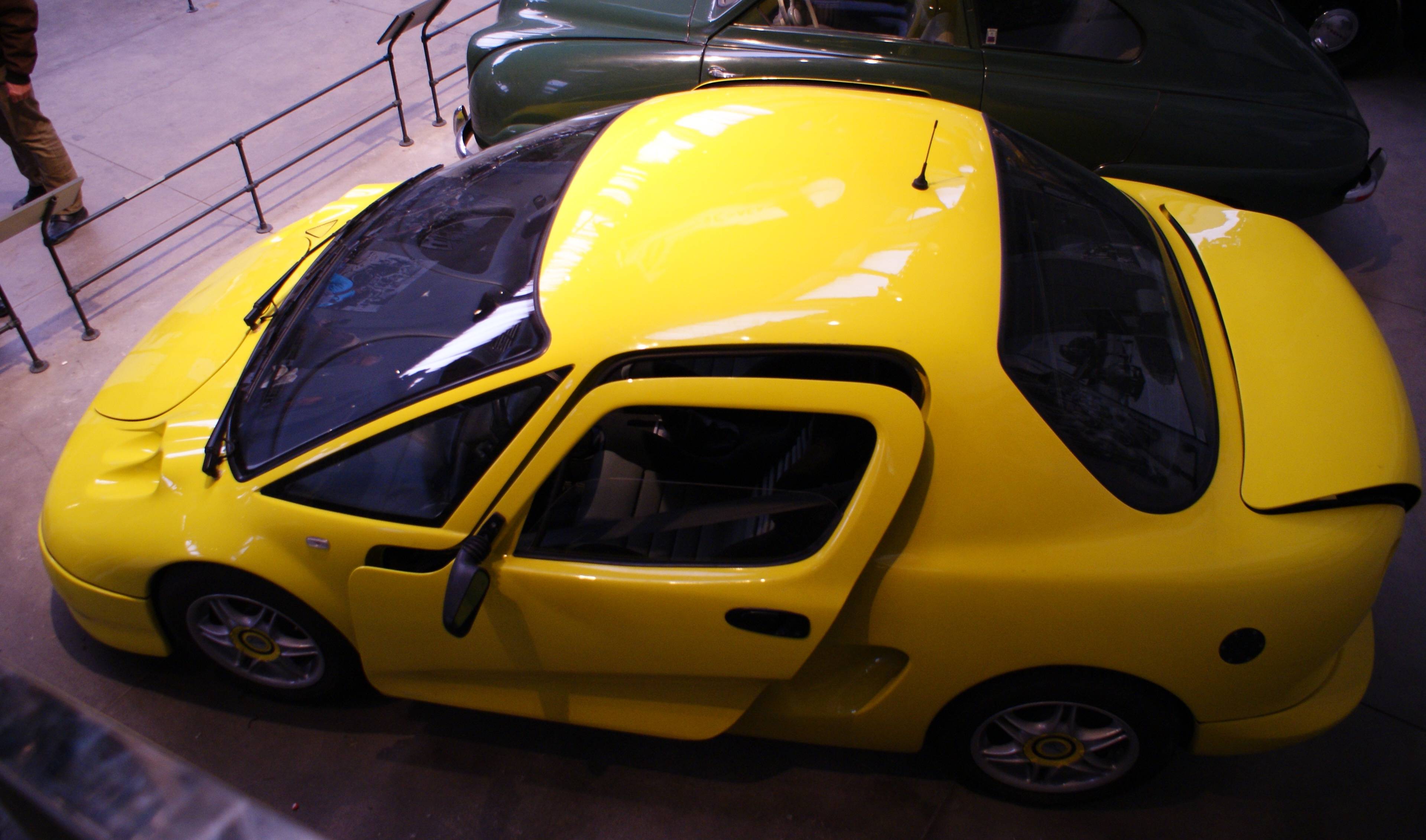
Solon på Tekniska museet.

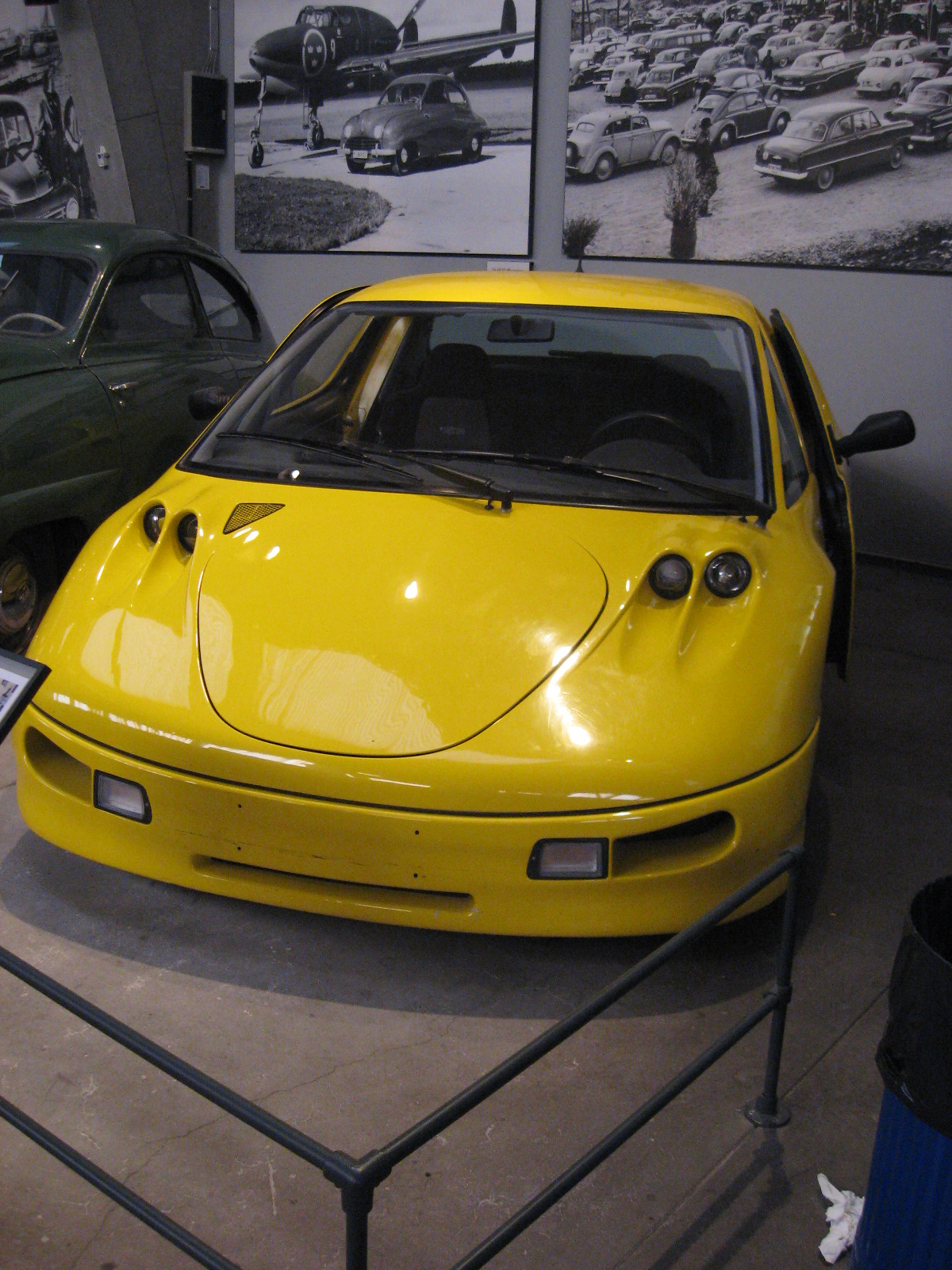
Solon på Tekniska museet.

Solon är en svensk hybridbil som togs fram 1994 med hjälp av bidrag från Naturvårdsverket. Den gjordes endast i fem exemplar och ett finns idag att se på Tekniska museet.